# 傑津

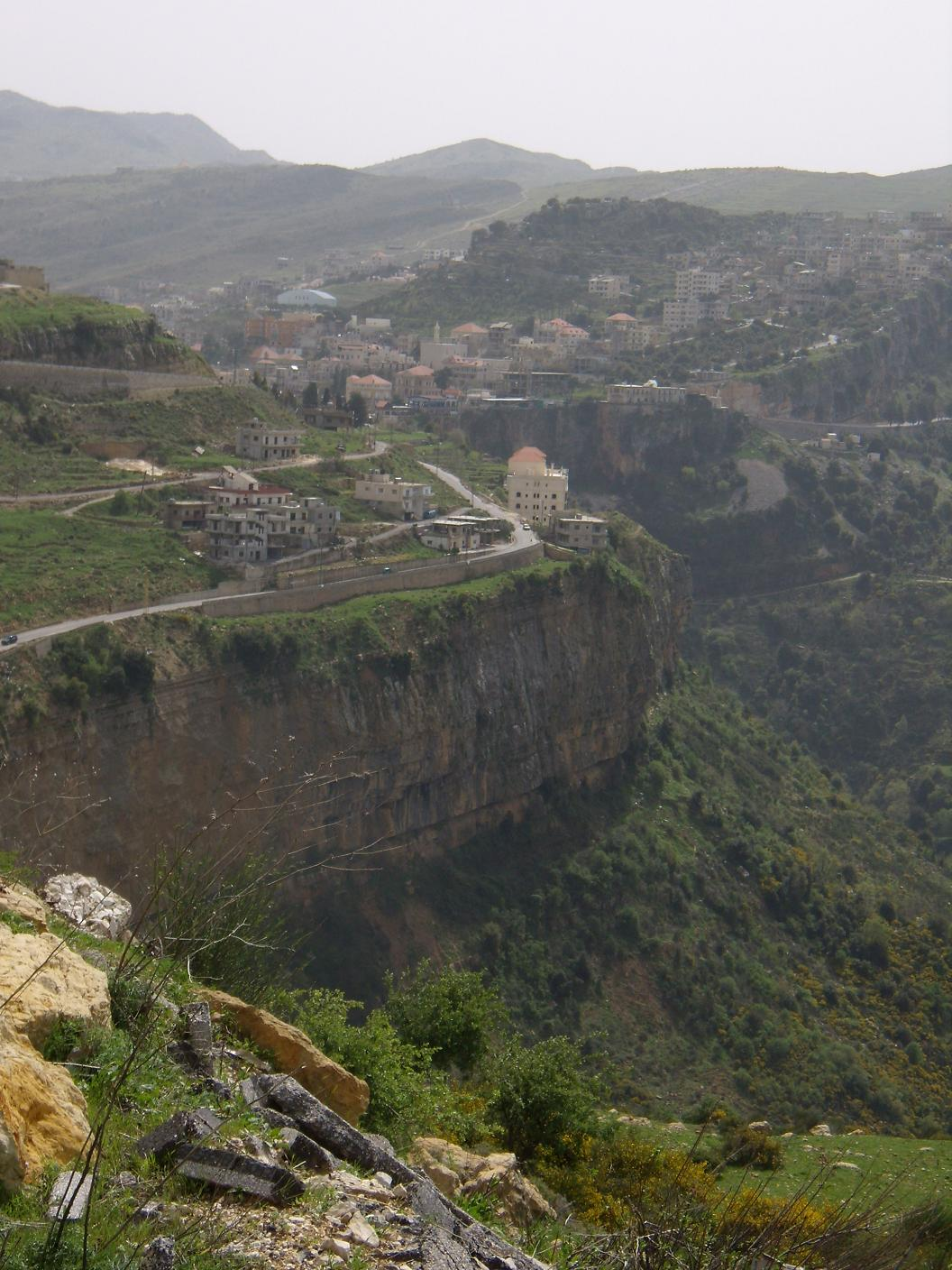
傑津

傑津是黎巴嫩的城鎮，由南部省負責管轄，位於該國南部，距離首都貝魯特40公里，海拔高度950米，2004人口約2,800，居民主要信奉天主教。

## 友好城市
- 法國 贡比涅

33°32′N 35°35′E / 33.533°N 35.583°E